# Sabine Dewulf
Pour les articles homonymes, voir Dewulf.
Sabine Dewulf est née en 1966 à Cambrai (France), elle est agrégée, docteur ès lettres, écrivain, poète et psychanalyste en rêve-éveillé.

## Biographie
Agrégée de l'université et docteur ès lettres (modernes), écrivain et psychanalyste rêve-éveillé (formée par Marc-Alain Descamps), Sabine Dewulf est une spécialiste reconnue du prince des poètes Jules Supervielle. Elle a écrit des articles pour des revues spécialisées de littérature et a publié différents essais sur la littérature poétique, dont l'œuvre de Pierre Dhainaut, qu'elle connaît personnellement. Elle a aussi créé quatre jeux de développement personnel, dont trois sont parus aux éditions du Le Souffle d'or. Passionnée par les sagesses des différentes traditions, par les symboles, l'histoire de l'art et la poésie, elle explore depuis l'année 2000 les liens qui unissent la littérature et la spiritualité. Avec le libraire Henri Merlin, elle a fondé en octobre 2003 l'association des Amis de Jules Supervielle, qui est depuis plusieurs années présidée par Hélène Clairefond, à Oloron-Sainte-Marie, où le poète est inhumé. Avec la poète Sabine Zuberek, elle a créé à la fois le Prix Pierre Dhainaut du Livre d'artiste pour tous publics scolaires, de la primaire jusqu'au lycée (2022), et l'association des Amis de Pierre Dhainaut (2023).

### Livres
- Jules Supervielle ou la connaissance poétique (2 tomes) , Éditions L'Harmattan, 2001[3]
- Les Jardins de Colette – Parcours symbolique et ludique vers notre Eden intérieur, éditions Le Souffle d'Or, 2004[4]
- La Fable du monde – Jules Supervielle, coll. « Parcours de lecture »,  éditions Bertrand-Lacoste, 2008[5]
- Pierre Dhainaut, coll. « Présence de la poésie », éditions des Vanneaux, 2008[6]
- Jules Supervielle aujourd’hui, actes du colloque d’Oloron-sainte-Marie – 1er et 2 février 2008, textes réunis et présentés par Sabine Dewulf et Jacques Le Gall Presses Universitaires de Pau, 2009[7]
- Le Jeu des miroirs - Découvrez votre vrai visage avec Douglas Harding et Jules Supervielle, éditions Le Souffle d'Or, 2011[8]
- Les Trois cheveux d'or - Parcours de guérison avec les frères Grimm et Pierre Dhainaut, avec la collaboration de Stéphanie Delcourt et Eric Dewulf, éditions Le Souffle d'or, 2016.
- Raymond Farina - L'Oiseleur des signes, coll. « Présence de la poésie », éditions des Vanneaux, 2019.
- Ise et perdre le fil..., introduction à l'oeuvre d'Ise sous le titre Le théâtre d'Ise ou la filiation insensée, catalogue de l'exposition ISE au Musée de la Piscine de Roubaix, éditions Musée de la Piscine, 2019.
- Et je suis sur la terre, livre de poèmes, accompagné par les aquarelles de Caroline François-Rubino, éditions L'Herbe qui tremble, 2020.
- L'Oracle alphamythique - Les dieux vous guident à travers les lettres sacrées, coécrit avec Antoine Charlet, cartes illustrées par Marie Dewulf, autoédité 2021.
- Tu dis délivrer la lumière, livre de poèmes et de photographies, coécrit avec Florence Saint-Roch, éditions Pourquoi viens-tu si tard ?, 2021.
- En regard, à l'écoute - La poésie de Pierre Dhainaut à travers les livres d'artiste, Ville de Lille et éditions Invenit, 2021.
- Habitant le qui-vive, livre de poèmes accompagné d'une oeuvre d' Ise Cellier, L'Herbe qui tremble, 2022.
- Près du surgissement, livre de poèmes accompagné de photographies de Stéphane Delecroix, Pourquoi viens-tu si tard ?, 2024.
- Magie renversée, poèmes coécrits avec Isabelle Lévesque, accompagné de peintures de Caroline François-Rubino, Les Lieux-Dits, 2024.
- Où se cache la soif, livre de poèmes accompagné de peintures de Caroline François-Rubino, coll. Coquelicot, L'Ail des ours, 2024.

### Anthologies
- Paysage imaginaire, poèmes et photographies du collectif photographique Photon, Pourquoi viens-tu si tard ?, 2022.
- Nice, the place to be, poèmes et photographies du collectif photographique Photon, Pourquoi viens-tu si tard ?, 2023.
- Objets du délire, poèmes et photographies du collectif photographique Photon, Pourquoi viens-tu si tard ?, 2024.